# Колійне господарство
Колійне господарство — одна з основних галузей  залізничного транспорту, в яку входять залізнична колія з усіма спорудами; об'єкти виробничого, службово-технічного та культурно-побутового призначення; лінійно- шляхові, промислові підприємства, що забезпечують поточне утримання і ремонт  колії; колійно-і мостообстежування, геофізичні та нормативно-інструкторські станції; засоби механізації ремонтно-колійних та інших робіт. На частку колійного господарства припадає понад 50 відсотків вартості  основних фондів  залізниць, п'ята частина  експлуатаційних витрат. У колійному господарстві зайнята шоста частина працівників залізничного транспорту.

## Вирішуються
Основним завданням працівників колійного господарства є забезпечення стану колії, його споруд і облаштувань, що гарантує безперебійний і безпечний рух поїздів зі встановленими швидкостями. Досягається це поточним утриманням колії в межах встановлених норм і допусків на стан основних пристроїв, своєчасним виявленням і попередженням несправностей і розладів шляху, усуненням причин, що викликають ці несправності, на основі систематичного нагляду та контролю за станом колії за допомогою колієвимірювальних і дефектоскопних засобів, а також посиленням і ремонтом залізничної колії, штучних споруд і земляного полотна.

## Основи колійного господарства
Система ведення колійного господарства ґрунтується на технічних, технологічних та організаційних заходах.
Технічні основи включають в себе:
- Типізацію верхньої будови колії, що передбачає найдоцільніші сфери застосування різних конструкцій колії залежно від експлуатаційних умов
- Класифікацію колійних робіт і їх обсягів
- Норми періодичності ремонтів шляху
- Нормативи і вимоги до утримання колії та її споруд, а також до основних елементів верхньої будови
- Технічну паспортизацію колійного господарства

Технологічні основи містять:
- Типові технологічні процеси ремонту та планово-попереджувальних робіт при поточному утриманні колії, що встановлюють послідовність виконання окремих операцій з використанням машин і механізмів
- Проекти організації робіт
- Типові технічно обґрунтовані норми часу для обліку робіт з ремонту та поточного утримання колії
- Технолого-нормувальні карти на виконання робіт

Організаційні основи включають:
- Планування колійних робіт і контроль за їх виконанням
- Виробництво ремонтних робіт в «вікнах» заданої тривалості
- Прогресивну технологію колійних робіт з використанням «технологічного ланцюжка» машин, що забезпечують високий рівень механізації і максимальну продуктивність у «вікні» або в проміжках між поїздами
- Систему контролю та оцінки стану колії за допомогою колієвимірювальних дефектоскопних засобів
- Диференційовані норми часу на поточне утримання колії й стрілочних переводів.

## Напрямки розвитку
Зростання вантажообігу і пасажирообігу залізничного транспорту, підвищення швидкостей руху, навантажень на вісь і маси поїздів істотно збільшують експлуатаційне навантаження колійних пристроїв. Дедалі складніші експлуатаційні умови вимагають підвищення експлуатаційної стійкості і надійності шляхи, створення нових високопродуктивних  колійних машин, механізмів і  інструменту, ефективного їх використання шляхом вдосконалення основ ведення колійного господарства.

## В Україні
Колійне господарство в  Україні формувалося з початку будівництва і експлуатації перших залізниць при безпосередній участі таких вчених, як  П. П. Мельников,  Д. І. Журавський, М. А. Бєлелюбський. Великий внесок в обґрунтування та розвитку методів захисту колії від снігу вніс  Н. Е. Жуковський. З початку XX століття і в наступні роки на розвиток колійного господарства зробили великий вплив роботи  Б. Н. Веденісова,  Г. П. Передерія,  Н. Т. Мітюшина.

## Джерело
- Залізничні споруди та колійне господарство[недоступне посилання з липня 2019]
- Головне управління колійного господарства [Архівовано 23 грудня 2010 у Wayback Machine.]